# عبد الرزاق قسوم
هو عبد الرزاق بن عبد الله بن عمر بن عبد الله قسوم الجزائري. ولد عام 1933م بالمغير (ولاية المغير)، الجزائر، ترأس جمعية العلماء المسلمين الجزائريين، وحصل علي وسام العالم الجزائري في الطبعة الثالثة عام 2009.

## ولادته ونشأته
عبد الرزاق هو الابن الثالث لعائلة قسوم المتكونة من ثمانية أفراد، فكان له ثلاثة إخوان وأختان. تربى منذ صغره على حفظ القرآن وتعلم اللغة العربية. تلقى دروسه في ثلاثة مدارس: زاوية الصايم سيدي امبارك، المدرسة الفرنسية والمدرسة العربية الحرة التي تنتسب إلى جمعية العلماء المسلمين الجزائريين. من أبرز معلميه: الطالب الطاهر بوزويد والشيخ محمد بن عبد الرحمن المسعدي، هذا الأخير الذي ترك فيه أثرا كبيرا. أكمل حفظ القرآن الكريم وعمره لا يتجاوز الحادية عشرة ثم تحصل على شهادة التعليم الابتدائي باللغة الفرنسية.

## الدراسات العليا
التحق عبد الرزاق قسوم بصفوف معهد عبد الحميد ابن باديس في قسنطينة لمزاولة دراسته سنة 1949م حيث تلقى دروسه على أيادي مشايخ عصره، من أبرزهم: أحمد حماني، أحمد الحسين، عبد الرحمن شيبان، أحمد رضا حوحو، عمر جغري... وبعد مرور أربع سنوات تحصل على شهادة الأهلية ثم انتقل إلى جامعة الزيتونة وفي تونس تم قبوله في البعثة العلمية المتجهة إلى المشرق والتي أشرفت عليها جمعية العلماء المسلمين الجزائريين، غير أن اندلاع الثورة الجزائرية وتشدد الإستعمار الفرنسي حال دون ذلك حيث رفض طلبه للحصول على جواز سفر فاضطر إلى البقاء في البلاد والانضمام إلى صفوف الثورة التحريرية.

## نشاطه أثناء الثورة التحريرية الكبرى
بعد منعه من مغادرة مع البعثة العلمية رجع إلى المغير للتعليم في المدرسة الحرة. وفي شهر مارس من سنة 1955م، انتقل إلى العاصمة لدى صديقه «محمد العايز». وبعد مدة من إقامته إتصل بجمعية العلماء المسلمين الجزائريين وتحصل على منصب معلم في المدرسة السُنية. ثم بعد إضراب الثمانية أيام انتقل إلى «مدرسة الهداية» ليقتحمها مظليو الإستعمار الفرنسي ويجدوا بحوزته رسالة لصديق له بالكويت مما جعل السلطات الفرنسية تشك بعضويته في جبهة التحرير الوطني، فأذاقوه وأصحابه من العذاب. وبعد أن نجأ من هذه الخادثة لجأ إلى مسقط رأسه وهناك عين مع الملازم «سي عبد السلام مباركية». وسنة 1957م إقتحمت السلطات قريته وسطت على ممتلكات عائلته وكتبه، وبعد هذه الحادثة نصح باللجوء إلى الجزائر العاصمة وهناك استقر وتابع نشاطه مع الجمعية إلى نهاية الثورة.

## إستئناف الدراسة ومساره المهني

### إستئناف الدراسة
بعد الاستقلال استئنف دراسته فالتحق بجامعة الجزائر وتحصل على شهادة الكفائة العلمية (C.A.P.E.S) للتدريس في الثانوي باللغة العربية سنة 1966م، ثم شهادة ليسانس في الترجمة سنة 1966م، ثم حاز أيضا على شهادة ليسانس في الفلسفة، يليها دبلوم الدراسات العليا في الفلسفة.
انتقل بعد ذلك إلى مصر ليتحصل على ماجستير في الفلسفة من جامعة القاهرة 1975م، ثم درس بجامعة السوربون بباريس لينال شهادة دكتوراه في الفلسفة. وفي نهية التسعينات حاز على شهادة إثبات مستوى في اللغة الإنجليزية في المعهد التكنولوجي بلندن.

### المسار المهني
أصبح عضواً في اتحاد الكتاب الجزائريين سنة 1976م. وصار أستاذاً بقسم الفلسفة بمعهد العلوم الاجتماعية. كان عضواً في المعهد الإسلامي الأعلى 1980م - 1986م، وصار أميناً عاماً له بعد أحمد بن نعمان. وكان أميناً عاماً للمترجمين الجزائريين 1980م - 1985م، وكان نائب عميد المعهد الإسلامي لمسجد باريس سنة 1986م.و في سنة 1987-1988م، كان عضو المنظمة الدولية لمترجمي المؤتمرات بجنيف. فور عودته إلى الجزائر عين مديراً للمعهد الوطني لأصول الدين بالجزائر ومديراً للبحث العلمي في معهد العلوم الاجتماعية بجامعة الجزائر. وبعد إعادة تأسيس جمعية العلماء المسلمين الجزائريين بقيادة أحمد حماني كان عضواً فيها، وفي عهد الشيخ عبد الرحمن شيبان عين رئيساً لجريدة البصائر 2000م - 2004م، وهو أستاذ بكلية العلوم الإسلامية وقسم الفلسفة بجامعة الجزائر. وبعد وفاة الشيخ شيبان إستلم عبد الرزاق قسوم رئاسة الجمعية لفترة مؤقتة.

## الآثار العلمية والفكرية

### المؤلفات
1. عبد الرحمن الثعالبي والتصوف.
2. مفهوم الزمن في فلسفة أبي الوليد ابن رشد.
3. مدارس الفكر العربي الإسلامي (تأملات في المنطق والمصب).
4. نزيف قلم جزائري.
5. مفهوم الزمن في الفكر العربي المعاصر (باللغة الفرنسية).
6. فلسفة التاريخ من منظور إسلامي (قراءة إسلامية معاصرة).
7. تأملات في معاناة الذات.

قدم للعديد من الكتب نذكر منها:
1. تفسير المعوذتين للشيخ عبد الحميد ابن باديس، والذي لخصه الشيخ البشير الإبراهيمي.
2. المنقذ من الضلال والموصل إلى ذي العزة والجلال، لأبي حامد الغزالي.
3. مع الثورة الجزائرية –مجموعة من الكتاب-.

ترجم من اللغة العربية إلى الفرنسية:
1. متطلبات تغيير الفتوى بتغير المكان والزمان – الشيخ يوسف القرضاوي -.
2. المسلم مواطنا في الغرب – د.فيصل المولوي -.
3. جمعية العلماء المسلمين الجزائريين -جاك كاري – , تقديم وتعليق أ. محمد الهادي الحسني.